# 巴斯 (维埃纳省)
巴斯（法語：Basses，法語發音：[bas]）是法国新阿基坦大区维埃纳省的一个市镇，位于该省西北部，属于沙泰勒罗区。

## 地理
巴斯（47°2'29"N, 0°7'11"E）面积10.25 平方千米，位于法国新阿基坦大区维埃纳省，该省份为法国中西部省份，北起曼恩-卢瓦尔省和安德尔-卢瓦尔省，西接德塞夫勒省，南至夏朗德省，东南接上维埃纳省，东临安德尔省。
与巴斯接壤的市镇（或旧市镇、城区）包括：布尔南、盧丹、萨马尔索勒、韦济耶尔。

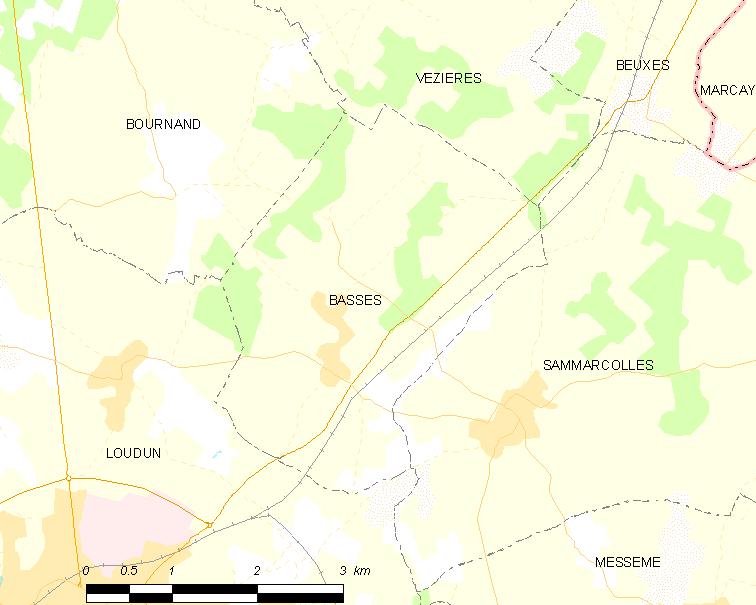
的OSM定位图

巴斯的时区为UTC+01:00、UTC+02:00（夏令时）。

## 行政
巴斯的邮政编码为86200，INSEE市镇编码为86018。

## 政治
巴斯所属的省级选区为卢丹县。

## 人口

1962-2008年间人口变化图示

巴斯于2022年1月1日时的人口数量为336人。